# Edwin von der Nüll
Edwin von der Nüll (* 13. Oktober 1905 in Berlin; † April oder Mai 1945 bei Potsdam) war ein deutscher Musikwissenschaftler und Musikjournalist. Er gilt als Bartók-Spezialist. Als Musikjournalist wurde er bekannt durch die Phrase „Wunder Karajan“ über Herbert von Karajan, mit der er eine seiner Kritiken eröffnete.

## Leben
Edwin von der Nüll studierte Musikwissenschaften an der Berliner Musikhochschule. Zu seinen Dozenten gehörten unter anderem Arnold Schering, Georg Schünemann, Johannes Wolf und Erich Moritz von Hornbostel. Seine Promotionsarbeit Béla Bartók. Ein Beitrag zur Morphologie der neuen Musik erschien 1930 in Halle. Es handelte sich dabei um die erste Monographie über Bartók. Mit Moderne Harmonik erschien 1932 eine weitere Ganzschrift. Daneben publizierte er eine Reihe von Aufsätzen, die sich schwerpunktmäßig mit der Neuen Musik auseinandersetzten. Er war regelmäßiger Autor in der fachzeitschrift Melos. Von der Nüll stand vor dem Beginn einer Hochschulkarriere, als 1933 die Machtergreifung stattfand und die Nationalsozialisten an die Macht kamen. Nicht erwiesen ist, dass er, als Fürsprecher von „bolschewistischen“ Komponisten wie Arnold Schönberg, Paul Dessau oder Kurt Weill, freiwillig auf eine solche Karriere verzichtete oder dazu gezwungen war. Während der Zeit des Nationalsozialismus erschien lediglich der Aufsatz Klingendes Mittelalter im Neuen Musikblatt, dem gleichgeschalteten Nachfolger von Melos.
Stattdessen wurde von der Nüll Musikjournalist und verdiente sich seinen Lebensunterhalt als Musikschriftleiter bei der BZ am Mittag sowie beim Berliner Tageblatt und dem Stern. Im Oktober 1938 publizierte er in der BZ den Artikel „Wunder Karajan“ über eine Tristan-und-Isolde-Aufführung in der Berliner Staatsoper. Die überschwängliche Besprechung von Herbert von Karajans Regie machte den gerade dreißigjährigen Dirigenten berühmt. Seine Überschrift wurde ein geflügeltes Wort, wenn es um den Dirigenten ging. Vermutlich entstammt es jedoch nicht seiner Feder, sondern ging auf Generalintendant Heinz Tietjen sowie Hermann Göring zurück, die Karajans Karriere zu Lasten von Wilhelm Furtwängler fördern wollten. Furtwängler war als Verteidiger von Paul Hindemith in Ungnade gefallen.
Ab 1940 wurde von der Nüll eingezogen und diente im Musikreferat der Luftwaffe. Dort durfte er seine musikwissenschaftliche Tätigkeit fortsetzen und konnte 1943 sein drittes Buch Lebendige Musik veröffentlichen. Es war gleichzeitig sein letztes Werk. Von der Nüll fiel in den letzten Kriegstagen des Zweiten Weltkriegs nahe Potsdam.

## Musikwissenschaftliche Würdigung
Friedrich Geiger, Professor für Musikwissenschaften an der Universität Hamburg untersuchte Edwin von der Nülls Werk für den Sammelband Musikforschung – Faschismus – Nationalsozialismus. Er bezeichnete von der Nüll als Musikwissenschaftler, „der allenfalls noch einem kleinen Kreis von Spezialisten als Bartók-Experte bekannt“ sei und ging der Frage nach, wie ein Musikwissenschaftler, der vorher für eher kommunistische und sozialistische Komponisten eintrat, sich in seinem Spätwerk plötzlich auf Partei-Ebene bewegen konnte. Von der Nüll sei nie überzeugter Nationalsozialist gewesen, aber er arrangierte sich später mit dem Regime, das ihm gegenüber immer misstrauisch blieb. So schickte das Amt Rosenberg noch 1939 Anfragen an die Gestapo, wie es um von der Nülles politische Betätigung vor der Machtergreifung bestellt war. Geiger findet das verbindende Element in der antidemokratischen Einstellung von der Nülls und im Begriff der Volksgemeinschaft. Sein Beispiel zeige, dass Neue Musik auch ein Thema für die Nationalsozialisten war und genauso instrumentalisiert wurde, wie andere kulturelle Produkte zu jener Zeit.

## Veröffentlichungen (Auswahl)

### Ganzschriften
- Béla Bartók. Ein Beitrag zur Morphologie der neuen Musik. Mitteldeutscher Verlag, Halle (Saale) 1930, DNB 575276215, OCLC 30001985 (120 Seiten).
- Die Entwicklung der modernen Harmonik. Hendel, Halle (Saale) 1931, OCLC 251868091 (Philosophische Dissertation [Universität] Berlin 7. Dezember 1931, 110 Seiten).
  - im Buchhandel als: Moderne Harmonik (= Handbücher der Musikerziehung), F. Kistner & C.F.W. Siegel, Leipzig 1932, OCLC 5757318.
- Lebendige Musik. Schwarzhäupter, Leipzig 1944, OCLC 247489240 (91 Seiten, mit Notenbeispielen, mit einer Sonderauflage für die Luftwaffe).

### Aufsätze
- Zur Kompositionstechnik Bartóks. In: Musikblätter des Anbruch 1928: 10. Jg. S. 278–282.
- Béla Bartók.  In: Musikblätter des Anbruch 1928: 10. Jg. S. 408–410.
- Aus Gesprächen mit vier ungarischen Musikern. In: Melos 1929: 8. Jg. S. 19–21
- Stilelemente in Bartóks Oper Herzog Blaubarts Burg  In: Melos 1929: 8. Jg. S. 226–231.
- Synthetisches Hören. In: Melos 1929: 8. Jg. S. 478–481.
- Strukturelle Grundbedingungen der Brahmsschen Sonatenexposition im Vergleich zur Klassik. In: Die Musik 1929/1930: 22 Jg. S. 32–37
- Probleme und Aufgaben der Musikwissenschaft In: Melos 1931: 10. Jg. S. 91–92.
- Überinterpretationen. In: Melos 1931: 10. Jg. S. 123–125.
- Was wissen wir von neuer Musik? In: Die Musik 1931/32: 23 Jg. S. 329–334
- Neue Musik und neue Zeit. In: Melos 1932: 11. Jg. S. 39–40.
- Béla Bartók, Geist und Stil. Aus Anlaß des 2. Klavierkonzerts In: Melos 1933: 12. Jg. S. 135–138.
- Ein Tanzbuch von Curt Sachs. In: Melos 1933: 12. Jg. S. 410–411.
- Musik im Ständestaat. In: Melos 1934: 13. Jg. S. 43–47.
- Klingendes Mittelalter. In: Neues Musikblatt. 1936: 15. Jg. S. 3